# 真紅の盗賊
『真紅の盗賊』（しんくのとうぞく、The Crimson Pirate）は、1952年のアメリカ合衆国の映画。ロバート・シオドマク監督の作品で、出演はバート・ランカスターなど。
ラジオ・タイムズによると、ディズニーランドのアトラクションである「カリブの海賊」は本作に触発されたという。

## キャスト
※括弧内は日本語吹替（初回放送1976年7月25日『日曜洋画劇場』）
- キャプテン・バロ：バート・ランカスター（宍戸錠）
- オーホ：ニック・クラバット
- コンスエロ：エヴァ・バルトーク（武藤礼子）
- ベロウズ：トリン・サッチャー（雨森雅司）
- エリフ：ジェームズ・ヘイター
- ラ・シニョリータ：ダナ・ウィンター
- ジョセフ：クリストファー・リー

## スタッフ
- 監督：ロバート・シオドマク
- 製作：ハロルド・ヘクト
- 脚本：ローランド・キビー
- 撮影：オットー・ヘラー
- 編集：ジャック・ハリス
- 音楽：ウィリアム・オルウィン